# Iván Kaviedes
Jaime Iván Kaviedes Llorenty(Santo Domingo de Los Colorados, 24 de outubro de 1977) é um futebolista equatoriano que joga como atacante.

## Carreira
Kaviedes representou a Seleção Equatoriana de Futebol na Copa do Mundo de 2002 e 2006.